# District de Lucre
Au Pérou, le district de Lucre est l’un des douze districts de la province de Quispicanchi située dans le département de Cusco.